# Sinaloa
Sinaloa (tiếng Tây Ban Nha: [sinaˈloa]) là một trong 31 bang của Mexico, nằm ở phía tây bắc của nước này. Về phía bắc giáp với các bang Sonora và Chihuahua; phía nam giáp với Nayarit; phía đông giáp với Durango, và phía tây là Vịnh California, đối diện với bang Baja California Sur. Diện tích của bang là 57.377 kilômét vuông (22.153 dặm vuông Anh), bao gồm các đảo Palmito Verde, Palmito de la Virgen, Altamura, Santa Maria, Saliaca, Macapule và San Ignacio.
Dân số của Sinaloa là 2,6 triệu người (2005). Thủ phủ của bang là thành phố Culiacán, với các thành phố lớn khác là Mazatlán và Los Mochis.